# (419624) 2010 SO16
2010 أس أو 16 (ويعرف أيضًا باسم (419624) 2010 أس أو 16 وفق تسمية الكوكب الصغير) (بالإنجليزية: 2010 SO16)‏ هو كويكب ضمن حزام الكويكبات؛ وترتيبه 419624 من حيث الاكتشاف.
اكتُشف هذا الجُرم الفلكي بواسطة مستكشف الأشعة تحت الحمراء عريض المجال في 17 سبتمبر 2010.

## وصلات خارجية
- (419624) 2010 SO16 في قاعدة بيانات مختبر الدفع النفاث لأجرام النظام الشمسي الصغيرة

- الاكتشاف · مخطط المدار ·  العناصر المدارية · المعلمات المادية

- (419624) 2010 SO16 على موقع ويكي سكاي: DSS2, SDSS, GALEX, IRAS, Hydrogen α, X-Ray, Astrophoto, Sky Map, Articles and images